# Villa hottentotta
Villa hottentotta är en tvåvingeart som först beskrevs av Carl von Linné 1758.  Villa hottentotta ingår i släktet Villa och familjen svävflugor. Arten är reproducerande i Sverige. Inga underarter finns listade i Catalogue of Life.

## Bildgalleri

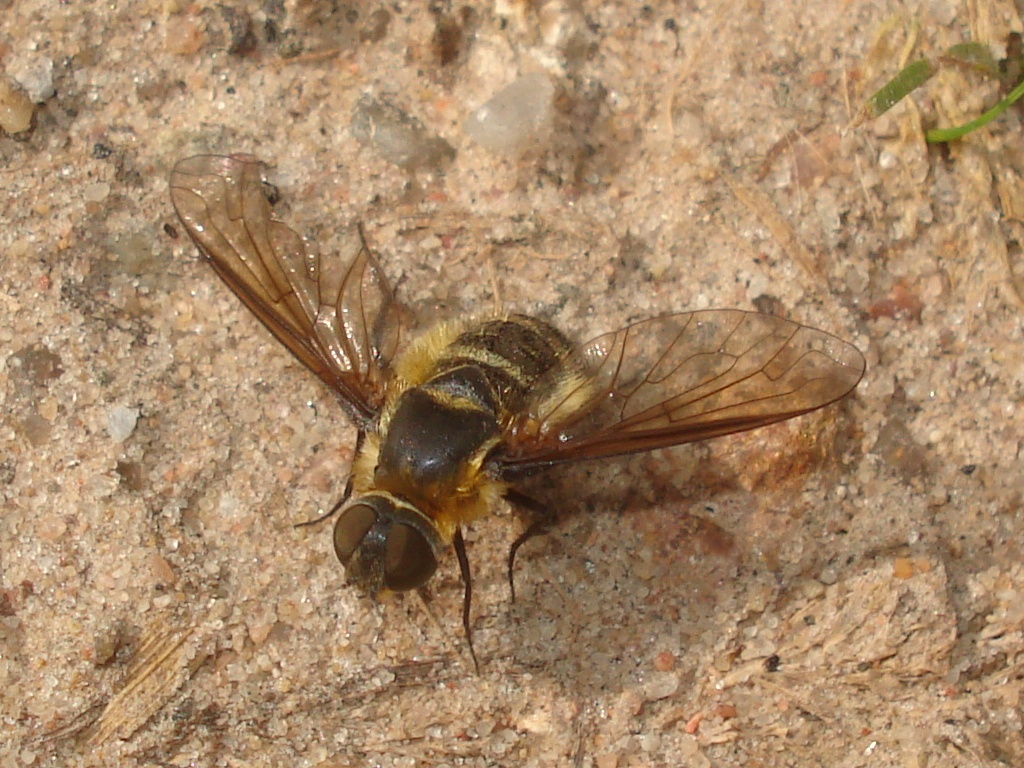
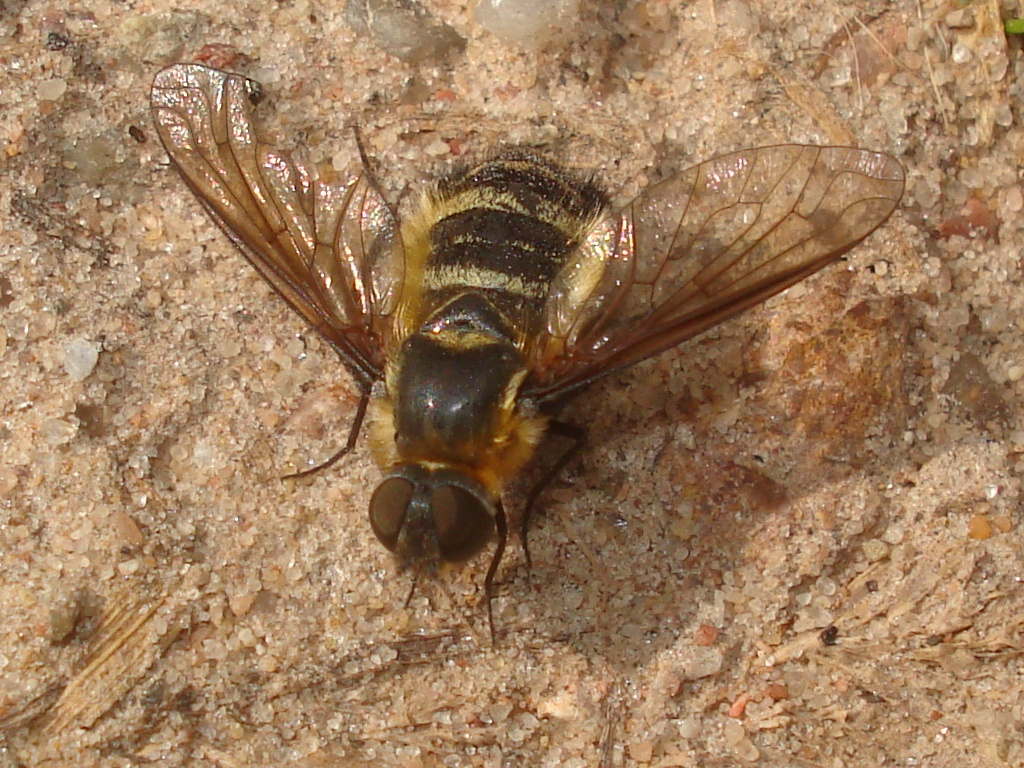
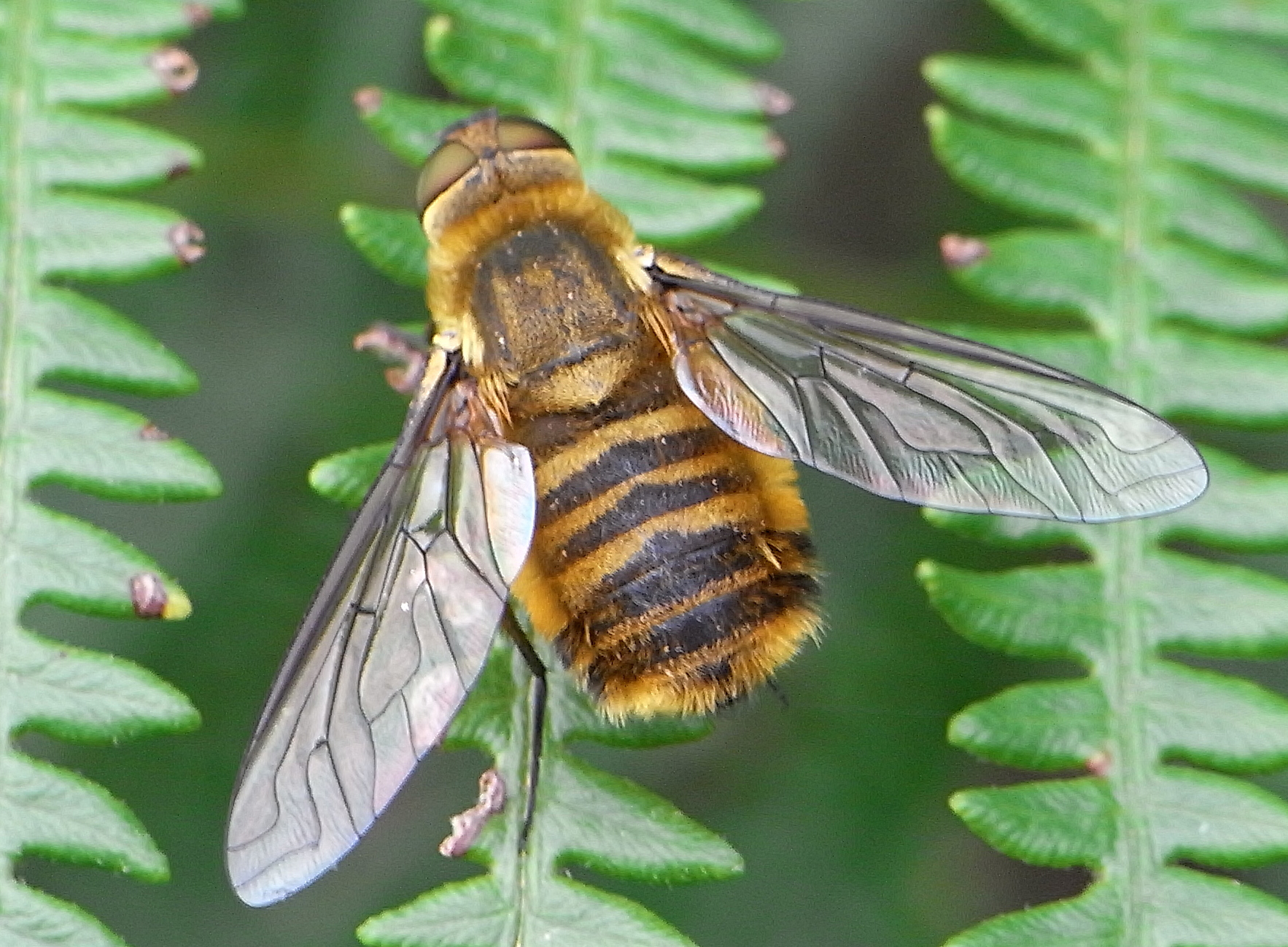
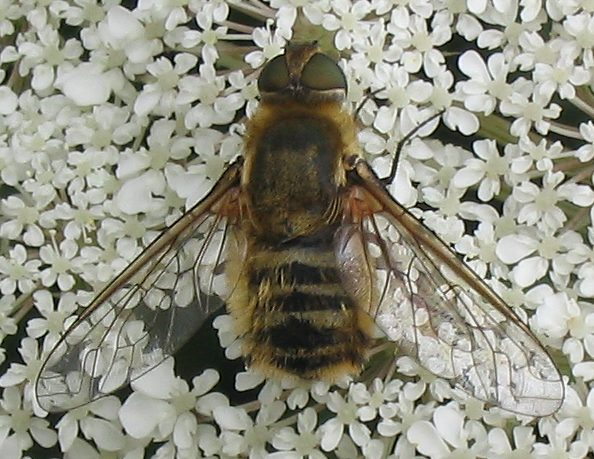